# The Punisher: Dirty Laundry
The Punisher: Dirty Laundry, anche noto come Dirty Laundry (stilizzato come #DIRTYLAUNDRY), è un fan film del 2012 diretto diretto da Phil Joanou e interpretato da Thomas Jane (che aveva già interpretato il personaggio di Frank Castle nel film The Punisher del 2004) e Ron Perlman, prodotto da Adi Shankar. Il film è basato sul Punitore, antieroe di Marvel Comics. 

## Trama
Frank Castle si sveglia nel retro del suo furgone, parcheggiato in un quartiere malfamato dove una gang spadroneggia; il capo di quest'ultima, Goldtooth dopo aver portato una donna in un vicolo, la violenta brutalmente, ma Frank del furgone ignora le grida della malcapitata e porta la sua biancheria nella lavanderia a gettoni lì vicino.
La gang, dopo aver finito con la donna, passa proprio davanti alla lavanderia e qui ferma un bambino di nome DeShawn: Goldtooth gli propone di vendere la droga per lui, ma il piccolo si rifiuta e viene selvaggiamente picchiato anche lui. Castle, intanto, si reca in un negozio di alimentari e fa la conoscenza di Mike, il proprietario, un veterano di guerra ora paraplegico e costretto su una sedia a rotelle: anche lui fu testimone della violenza della gang e decise di intervenire (anche perché la vittima quella volta era una ragazzina), ma a causa di un colpo ricevuto alla schiena rimase paralizzato; per questo consiglia a Frank di non ripetere il suo errore.
Tuttavia, Frank compra una bottiglia di Jack Daniel's e la usa per colpire e uccidere spietatamente i membri della gang; successivamente spezza un braccio e le gambe al capo e lo ricopre di whisky, lasciando un accendino ai suoi piedi e andandosene non prima di avergli chiesto: «Conosci la differenza tra giustizia e punizione?». Il criminale viene poi ucciso dalla donna che aveva violentato all'inizio, che raccoglie l'accendino e lo arde vivo.
Dopo aver ripreso la sua biancheria ed essere ritornato al suo furgone, Castle viene raggiunto dal ragazzino che ha salvato dalla gang, che gli porta una maglietta nera che gli era caduta a terra; Frank, gliela regala e riparte, mentre DeShawn srotola la maglietta, su cui è disegnato un teschio bianco: il logo del Punitore.

## Produzione
Il cortometraggio, come specificato dallo stesso regista, non è stato prodotto dalla Marvel ma si tratta di un progetto indipendente.

## Distribuzione
Il film è stato proiettato per la prima volta al Comic-Con nel 2012 ed è stato pubblicato online il giorno seguente.